# Jānis Mediņš

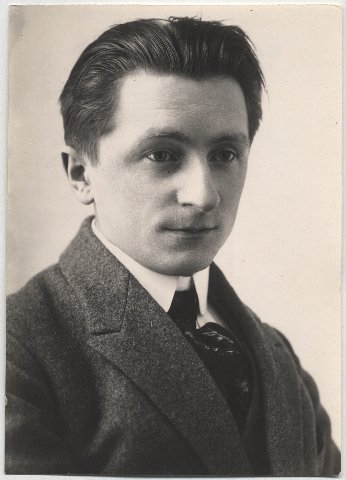
Jānis Mediņš (1920)

Jānis Mediņš (* 9. Oktober 1890 in Riga; † 4. März 1966 in Stockholm) war ein lettischer Komponist.

## Leben
Jānis Mediņš war von 1904 bis 1913 Orchestermusiker in Riga und studierte daneben bis 1908 am dortigen Musikinstitut. Von 1916 bis 1920 war er Militärkapellmeister, von 1920 bis 1928 Dirigent an der Lettischen Nationaloper in Riga. Danach war er Chefdirigent des Lettischen Rundfunk-Sinfonieorchesters und künstlerischer Direktor des Lettischen Rundfunks (1928–1944). Außerdem lehrte er 1921–1944 an der Musikhochschule Riga. 1944 emigrierte er und lebte fortan in Stockholm.
Mit vier Opern und einem Ballett begründete er die eigenständige lettische Tradition in diesen Genres. Daneben komponierte er drei Sinfonien, zwei Orchestersuiten, zwei sinfonische Dichtungen, zwei Cellokonzerte, ein Klavierkonzert, kammermusikalische Werke und eine Chorkantate. Mit seiner Oper Uguns un nakts (1913–1919) wurde die restaurierte Lettische Nationaloper 1995 wiedereröffnet.
Seine beiden älteren Brüder Jāzeps Mediņš (1877–1947) und Jēkabs Mediņš (1885–1971) waren ebenfalls bekannte lettische Komponisten.

## CD-Einspielungen
- Jānis Mediņš – 24 Dainas (Preludes). Jonathan Powell, piano